# La Sève et la Cendre
 (avril 2021).
Si vous disposez d'ouvrages ou d'articles de référence ou si vous connaissez des sites web de qualité traitant du thème abordé ici, merci de compléter l'article en donnant les références utiles à sa vérifiabilité et en les liant à la section « Notes et références ».
La Sève et la Cendre est un roman d'Alain Dubos publié en 1999.

## Résumé
En 1907 Maylis, 4 ans, vit en forêt landaise avec ses parents sylviculteurs-scieurs-distillateurs. En 1921 elle vit à Libourne chez son oncle Henri qui gère les affaires de feu son père. De 1200 francs les 340 litres en 1920, la résine est passée à 250 francs. Elle épouse Mathias. Comme il est toujours absent, à sa majorité, elle emménage dans la maison parentale et reprend l'usine. Des résinières travaillent en forêt de mars à décembre puis à l'usine. L'usine a le secret de la colophane la plus translucide du monde et Maylis oblige Barra, contremaitre, à tout lui apprendre. La barrique remonte à 600 francs en 1924. Elle transforme ses métairies en fermages. Serge, fils d'Henri, brule l'usine après que Maylis l'ait éconduit et se tue. Maylis fait repartir la distillerie, la vend en 1925 et crée des scieries et distilleries mobiles sur anciens camions militaires.